# Paracentrobia tomaspidis
Paracentrobia tomaspidis is een vliesvleugelig insect uit de familie Trichogrammatidae. De wetenschappelijke naam is voor het eerst geldig gepubliceerd in 1932 door Pickles.